# Abborrtjärnen (Graninge socken, Ångermanland, 698325-156600)
Abborrtjärnen är en sjö i Sollefteå kommun i Ångermanland och ingår i Ångermanälvens huvudavrinningsområde.